# Портиман (район)
Портима́н (порт. Portimão) — район (фрегезия) в Португалии, входит в округ Фару. Является составной частью муниципалитета Портиман. По старому административному делению входил в провинцию Алгарве (регион). Входит в экономико-статистический субрегион Алгарве, который входит в Алгарве. Население составляет 36 243 человека на 2001 год. Занимает площадь 75,69 км².